# Tetraleurodes supraxialis
Tetraleurodes supraxialis là một loài côn trùng cánh nửa trong họ Aleyrodidae, phân họ Aleyrodinae.
Tetraleurodes supraxialis được Martin miêu tả khoa học đầu tiên năm 1999.